# 남악로
남악로(Namak-ro)는 전라남도 목포시 옥암동 25호광장 교차로에서 무안군 삼향읍 안동교까지 이어지는 전라남도의 도로이다. 후광대로와 함께 남악신도시의 동서를 잇는 주요도로이다.

## 연혁
- 2010년 6월 21일 : 2개 이상 시·군에 걸쳐 있는 광역도로로 남악로를 고시[1]

## 주요 경유지
전라남도
- 목포시 옥암동 - 무안군 (삼향읍 · 일로읍 · 삼향읍)

## 노선
| 이름                                  | 접속 노선                  | 소재지 | 소재지 | 비고 |
| ------------------------------------- | -------------------------- | ------ | ------ | ---- |
| 25호광장 교차로                       | 통일대로 녹색로            | 목포시 | 옥암동 |      |
| (목포한국아델리움아파트)              | 남악1로                    | 목포시 | 옥암동 |      |
| 옥암1교                               |                            | 목포시 | 옥암동 |      |
| (한라비발디아파트)                    | 남악2로                    | 목포시 | 옥암동 |      |
| 초당1교                               |                            | 목포시 | 옥암동 |      |
| (남악신도시중흥S클래스퍼스트뷰아파트) | 남악3로 남악로162번길      | 무안군 | 삼향읍 |      |
| 오룡3교 전라남도도립도서관 오룡4교    |                            | 무안군 | 삼향읍 |      |
| (남악중앙시장)                        | 남악4로 남악로250번길      | 무안군 | 삼향읍 |      |
| 남악5교                               |                            | 무안군 | 삼향읍 |      |
| 남창대교입구사거리                    | 남악5로 남악로162번길      | 무안군 | 삼향읍 |      |
| 남창대교                              |                            | 무안군 | 삼향읍 |      |
| 일로읍                                |                            | 무안군 |        |      |
| (오룡고등학교)                        | 오룡번영로                 | 무안군 |        |      |
| (남악오룡시티프라디움아파트)          | 오룡중앙서로               | 무안군 |        |      |
| (오룡에듀포레푸르지오2단지아파트)     | 오룡중앙동로               | 무안군 |        |      |
| (전라남도농업인지원센터)              | 오룡동로                   | 무안군 |        |      |
| (달빛2교 남단)                        | 오남로                     | 무안군 |        |      |
| (달빛1교 남단)                        | 오룡번영로                 | 무안군 |        |      |
| (호반써밋남악오룡3차아파트)           | 오룡중앙동로               | 무안군 |        |      |
| 남창6교                               |                            | 무안군 |        |      |
| 삼향읍                                |                            | 무안군 |        |      |
| (남악119안전센터)                     | 남악5로72번길              | 무안군 |        |      |
| 안동교                                | 후광대로 오룡산로 오룡동길 | 무안군 |        |      |

## 주요 기관 및 건물
- 목포남악하수처리장 (전라남도 목포시 남악로 40)
- 국립목포대학교 남악캠퍼스 (전라남도 무안군 삼향읍 남악로 190)
- 전라남도도립도서관 (전라남도 무안군 삼향읍 남악로 210)
- 남도소리울림터 (전라남도 무안군 삼향읍 남악로 222)